# 附款
附款（ふかん。付款とも書く。ドイツ語: Nebenbestimmung）とは、法律行為または行政行為から生じる効果を制限するために、表意者（行政行為の場合は行政庁）が特に付加する定め。

## 概説
法律行為（主たる意思表示）に付属する別個の意思表示であって、主たる意思表示の法律効果の発生、変更又は消滅に関する制限を内容とするものをいう。
例えば、期限は、主たる意思表示の法律効果の発生（始期）又は消滅（終期）を一定の時期まで留保するものであり、条件は、一定の事象が発生した場合に限って主たる意思表示の法律効果を発生（停止条件）又は消滅（解除条件）させるものである（後述）。表意者の意思表示にかかわらず法令上当然に付されるもの（法定附款）は、狭義の附款には含まれないが、法定附款と狭義の附款とを包括して「附款」ということもある。本項では、特に断らない限り、「附款」というときは狭義の附款を指す。
附款という概念は、元々は民法学で用いられていたが、ドイツの行政法学者であるオットー・マイヤー及びカール・コルマンが民法学の附款概念を参考にして行政法学における附款を体系化し、ドイツ連邦行政手続法 Verwaltungsverfahrensgesetzes (VwVfG)  36条2項の理論的基盤となった。
附款は、附款だけでは意味を持った意思表示にならず、主たる意思表示に付属して初めて意味を持つという意味で従たる意思表示であるが、主たる意思表示の法律効果を柔軟に調整するという重要な役割を果たすだけでなく、附款の定め方が悪いために主たる意思表示の有効性自体が損なわれるのではないかが論点となることがあるため、この意味でも無視できない重要性を持つ。

## 準法律行為と附款
準法律行為とは、一方当事者の他方当事者に対する特定の表現（「表現行為」とも呼ばれる。）又はある者の特定の行為（「実行行為」とも呼ばれる。）であって、その表現又は行為があれば、行為者の意図とは無関係に法令の定める一定の法律効果が当然に生じるものをいう。例えば、株主総会の開催通知（表現行為のうち「観念の通知」と呼ばれるもの。）は、招集権者がこれを行うことによって、たとえ招集権者自身は株主総会の開催を望んでいなかったとしても、これに従って参集した株主の集団が株主総会とみなされるという法律効果を生ずる。期限の定めのない債務の履行の催告（表現行為のうち「意思の通知」と呼ばれるもの。）も、債権者がこれを行うことによって、たとえ債権者自身は消滅時効の進行を望んでいなかったとしても、日本民法が適用される限り債務の履行期が到来し、消滅時効が進行を開始する。弁済（実行行為の一種）も、債務者がこれを行うことによって、たとえ債務者自身は消滅時効援用権の喪失を望んでいなかったとしても、日本民法が適用される限り債務者はその時点で既に完成していた消滅時効を援用することができなくなる（最高裁判所昭和37年(オ)第1316号昭和41年（1966年）4月20日大法廷判決・民集20巻4号702頁）。
このように、準法律行為の法律効果は法令によって定められているから、行為者が任意に法律効果を調整することはできない。つまり、「準法律行為の附款」というのは無意味な言説である（通説）。「準法律行為には附款を付すことができない。」と表現してもよい。法令が法律効果の発生、変更又は消滅を何らかの事実の発生や時期の到来と結びつけていても、元々その準法律行為の法律効果はそのような調整付きのものなのだから、「調整前の法律効果」と「調整自体」（すなわち法定附款）とを分けることに意味はない。「調整前の法律効果」を発生させる準法律行為が存在しないからである。
このような議論は、民法学でいう準法律行為だけでなく、行政法学でいう準法律行為的行政行為にも当てはまる。つまり、準法律行為的行政行為には、附款を付することができない。

## 附款の種類
行政法学では、ドイツ連邦行政手続法36条2項各号の整理に従い、附款には期限（ドイツ語: Befristung）、条件（ドイツ語: Bedingung）、撤回権の留保（ドイツ語: Widerrufsvorbehalt）、負担（ドイツ語: Auflage）及び負担の留保（ドイツ語: Auflagenvorbehalt）があると論じる見解が多い。このうち後三者は、当事者の一方が公権力の主体となり、他方当事者に対して一方的に要請・指示・命令をすることができるという行政行為の特質を反映したものであるから、当事者の立場に互換性があることを前提とする民法学では、あまり論じられることがない。

### 期限
法律行為・行政行為の効果の発生若しくは成立または消滅を、特定日の到来など将来生起することの確実な事実（期限事実）の到来にかからしめる附款を、期限という。
期限を法律行為・行政行為の効果への影響に着目して分類すると、法律行為・行政行為の効果を発生させる期限を始期といい、法律行為・行政行為の効果を消滅させる期限を終期という。始期の到来によって初めて法律行為・行政行為の効果が発生すると考えられるものを停止期限といい、始期が到来しなくても法律行為・行政行為の効果は発生しているが、その効果を当事者に強制できるのは始期が到来した後と考えられるものを履行期限という。
期限をその到来する時期が具体的に特定されているか否かによって分類すると、期限の到来する時期が法律行為・行政行為の時点で具体的に特定可能なものを確定期限といい、期限の到来する時期が法律行為・行政行為の時点では具体的に特定できないものを不確定期限という。
高齢者の年金受給権は、受給権者が一定の年齢に達したときに発生するから、確定期限である停止期限付きの権利ということができる。また、高齢者の年金受給権は、受給権者が死亡したときに消滅するのが通常であるが、年金受給権発生の時点では受給権者がいつ死亡するかを具体的に特定できないから、不確定期限である終期付きの権利ということができる。

### 条件
法律行為・行政行為の効果の発生若しくは成立または消滅を、将来の生起が不確実な事実（条件事実）の生起にかからしめる附款を、条件という。不確定期限は、法律行為・行政行為の時点で遅かれ早かれ到来することが確実であるのに対して、条件は、法律行為・行政行為の時点では成就するか否かが不確実であることが異なる。
条件を法律行為・行政行為の効果への影響に着目して分類すると、法律行為・行政行為の効果を発生させる条件を停止条件 aufschiebenden Bedingung（ドイツ民法158条1項）といい、法律行為・行政行為の効果を消滅させる条件を解除条件 auflösenden Bedingung（ドイツ民法158条2項）という。
停止条件及び解除条件という用語の定義が確立した時期は、遅くとも18世紀末にまで遡る。プロイセン一般ラント法（1794年）は、「意思表示は、それから発生する権利が、発生するかも知れず発生しないかも知れない事象に依存しているときは、条件付きである。」（99条）、「条件の発生によってのみ権利の取得が完了するような形で条件が付されているとき、これを停止条件という。」（101条）、「意思表示の効果が条件の発生によって再び停止するような形で条件が付されているとき、これを解除条件という。」（114条）と定義していた。

### 負担
相手方に一定の義務を課す付款（許可等の利益行為に対して付加される）。
負担義務に違反があったとしてもそれにより当然無効にはならず、行政庁は行政上の強制執行をするか、行政行為を撤回することができるにとどまる。

### 撤回権の留保
一定の場合にはその法律行為を撤回する可能性があることを予め宣言する権利。撤回権制限の法理を無視した無制限な撤回権留保は無効であるが、授益的行政行為に撤回権の留保を付す場合にも法律の留保は受けない。

### 法律効果の一部除外
この他、主たる意思表示に、効果の一部発生を除外する意思表示を付加することがあり、これを法律効果の一部除外といい、付款に含めることがある。法律効果の一部除外には、法的根拠が必要である。
法律効果の一部除外は、行政効果の付款には含めず、行政行為の内容的制限であるとする見方もある。

## 限界
法律行為的行政行為の場合でも、無制限に付款を付すことができるわけではなく、付款を付すことができることを法令が明文で認めている場合と、当該行政行為が行政庁の裁量に属する場合にのみ付款を付すことが許容される。ただし、行政庁の広範な裁量権が認められていると解される場合でも、国籍法の帰化の許可のように付款を付すことができない場合もある。また、付款を付すことができる場合であっても、行政行為の目的に照らし、必要な限度でのみ認められる。

## 効力
付款が無効である場合、付款が行政行為と不可分であるときは、行政行為全体が無効となり、付款が行政行為と可分であるときは、付款のみが無効となる。
また、付款が取り消されるべき場合には、取消しがなされるまでは、付款の公定力により一応有効な付款として扱われ、取消し後は付款が無効な場合と同様である。